# Chrismania pictipennalis
Chrismania pictipennalis är en fjärilsart som beskrevs av Barnes och Mcdunnough 1914. Chrismania pictipennalis ingår i släktet Chrismania och familjen Crambidae. Inga underarter finns listade i Catalogue of Life.